# Nion Tucker
Nion Robert Tucker (ur. 21 sierpnia 1885 w Suisun City, zm. 22 kwietnia 1950 w San Francisco) – amerykański bobsleista i przedsiębiorca.

## Kariera biznesowa
W 1909 ukończył studia na Uniwersytecie Kalifornijskim. Niedługo potem zaczął inwestować w biznes maklerski. Do 1920 pełnił funkcję kierownika firmy maklerskiej Bond, Goodwin & Tucker. Był również jednym z najbardziej zaangażowanych w utworzenie United Airlines poprzez połączenie mniejszych linii lotniczych. Zasiadał także w zarządzie San Francisco Chronicle Publishing Company. W 1946 wycofał się z życia publicznego i zaczął opiekować się swoim ranczem, na którym hodował bydło rasy Hereford. Angażował się w organizację pokazów koni i zwierząt gospodarskich, jednocześnie przyczyniając się do tego, że Cow Palace w San Francisco stało się jednym z głównych miejsc, w których imprezy te się odbywały. Później stał na czele grupy lobbującej za zezwalaniem na dalszą organizację amatorskich i profesjonalnych zawodów sportowych w Cow Palace.

## Kariera sportowa
W 1928 wystartował na igrzyskach olimpijskich w bobslejowych zawodach piątek. Załoga z Tuckerem w składzie zdobyła złoty medal w tej konkurencji z czasem 3:20,5 s. Do drużyny, której kapitanem był szesnastoletni wówczas Billy Fiske Tucker dostał się dzięki ogłoszeniu w gazecie, mimo iż nie miał doświadczenia. W ten sam sposób w składzie zespołu znaleźli się także Geoffrey Mason i Dick Parke.

## Życie prywatne
8 lipca 1918 w Burlingame ożenił się z Phyllis de Young. Mieli dwoje dzieci: syna Niona juniora (porucznik Marines; zginął w bitwie o Iwo Jimę) i córkę Nan Tucker McEvoy.
Zmarł 22 kwietnia 1950 w San Francisco z powodu dolegliwości sercowych. Został pochowany na Holy Cross Catholic Cemetery w Colmie.

## Literatura dodatkowa
- The 1908 Blue and Gold. Berkeley: Associated Students of the University of California, 1907. (ang.). Brak numerów stron w książce
- Hank Kraychir: Cal Athletic Stories. T. 1. Desert Hot Springs: Kraychir Publications, 2009. (ang.). Brak numerów stron w książce